# Salado (Texas)
Salado est un village au Texas. Il compte 2 126 résidents.

## Personnalités notables
- James Edward Ferguson - 26e Gouverneur du Texas.
- Miriam Ferguson - 29e et 32e Gouverneur du Texas.
- Scott Cawthon - Développeur de jeu vidéo et auteur de la série Five Nights at Freddy's.
- Liz Carpenter - Écrivaine et proche collaboratrice des Johnson à la Maison-Blanche (1960-1969).